# しあわせの隠れ場所
『しあわせの隠れ場所』（しあわせのかくればしょ、The Blind Side）は、2009年のアメリカ合衆国のドラマ映画。監督はジョン・リー・ハンコック、出演はサンドラ・ブロックとクィントン・アーロンなど。2009年のNFLドラフト1巡目でボルチモア・レイブンズに指名されて入団したマイケル・オアーのエピソードに基づくマイケル・ルイスのノンフィクション『ブラインド・サイド アメフトがもたらした奇蹟』を映画化。
2010年の第82回アカデミー賞において作品賞と主演女優賞にノミネートされ、主演女優賞を受賞。第67回ゴールデングローブ賞では主演女優賞（ドラマ部門）を受賞した。

## ストーリー
家族と共に車で帰路に着く途中、リー・アン・テューイ（サンドラ・ブロック）は、一人で雨に濡れながら夜道を歩くマイケル・オアー（クィントン・アーロン）に目を留める。彼を放っておけなかったリー・アンは自宅に連れ帰りマイケルの境遇を知ると、一家に迎え入れることにした。リー・アンがアメリカン・フットボールでのマイケルの持つ才能を見い出したことから、彼は一気にスター選手へと開花していく。当初は学力不足だったオアーは、家庭教師スー夫人に学ぶなどの努力の結果、NCAA1部校の奨学金に必要なGPA2.50を上回る成績になった。オーバーン大学のトミー・テュバーヴィル、ルイジアナ州立大学のニック・セイバン、サウスカロライナ大学のルー・ホルツ、テネシー大学のフィリップ・ファルマー、アーカンソー大学のヒューストン・ナット、ミシシッピ大学のエド・オージェロンらによるリクルーティングを受けたオアーはテューイ夫妻の母校、ミシシッピ大学への進学を決意する。しかしNCAAの調査員からリクルーティングに関するルール違反が行われていたのではないかと調査を受け、自分がリー・アンの家庭に迎え入れられたのは才能ある子を育てて母校に入れるという下心があったのではないかと疑いを持ち、家を飛び出してしまう。昔の仲間と会うが、テューイ家を侮辱されたために暴力を振るってしまう。迷った挙げ句に、アンに会い、アンが自分で選びなさい、というのを聞いて、自分で決めることにする。
原題の「ブラインドサイド」とは、クォーターバックの利き手逆側の、死角になり易いサイドの事で、右利きクォーターバックの場合は左側である。パスプレイの際、クォーターバックの体は利き手側に向くため（右利きの場合右方向）、逆側は死角になりやすい。よってブラインドサイドのオフェンスタックルは、オフェンスライン内でも特に重要とされ、高い能力が求められる。映画の冒頭ではワシントン・レッドスキンズのジョー・サイズマンがローレンス・テイラーにサックされ再起不能となったプレーが映し出される。

## キャスト
| 役名                         | 俳優                     | 日本語吹替           |
| 役名                         | 俳優                     | DVD版                |
| ---------------------------- | ------------------------ | -------------------- |
| リー・アン・テューイ         | サンドラ・ブロック       | 佐々木優子           |
| ショーン・テューイ           | ティム・マッグロウ       | 押切英希             |
| マイケル・オアー             | クィントン・アーロン     | かぬか光明           |
| S・J・テューイ               | ジェイ・ヘッド           | 小平有希             |
| コリンズ・テューイ           | リリー・コリンズ         | 武田華               |
| バート・コットン             | レイ・マッキノン         | 小島敏彦             |
| デニース・オアー             | エイドリアン・レノックス | 福田如子             |
| スー夫人                     | キャシー・ベイツ         | 弥永和子             |
| "ビッグ・トニー"・ハミルトン | オマー・J・ドージー      | 岩崎了               |
| 日本語吹替版スタッフ         |                          |                      |
| 演出                         |                          | 羽田野千賀子         |
| 翻訳                         |                          | 中島多恵子           |
| 制作                         |                          | マイ・ディア・ライフ |

- 日本語吹替：DVDにのみ収録。同時発売された編集の異なる本編が収録されているBlu-rayには収録されていない。

## 評価

### 映画批評家によるレビュー
Rotten Tomatoesによれば、205件の評論のうち高評価は66%にあたる135件で、平均点は10点満点中6.1点、批評家の一致した見解は「少々安易で型通りすぎると感じる観客もいるかもしれないが、『しあわせの隠れ場所』には力強い原作とサンドラ・ブロックの力強い演技という利点がある。」となっている。
Metacriticによれば、29件の評論のうち、高評価は16件、賛否混在は10件、低評価は3件で、平均点は100点満点中53点となっている。

### 興行収入
北米では3110館で公開され、約3400万ドルを記録して初登場2位をとなる（1位は『ニュームーン/トワイライト・サーガ』）。これはサンドラ・ブロック主演作品で2番目に高いオープニング数字でもある。公開2週目で1億ドルを超え、3週目で週末成績1位となる。公開7週目で2億ドルを超えた。

### 主な受賞
- アカデミー賞：主演女優賞
- ゴールデングローブ賞：主演女優賞 (ドラマ部門)
- 放送映画批評家協会賞：主演女優賞
- 全米映画俳優組合賞：主演女優賞

## 実話との相違点
映画の原作になったノンフィクションがマイケル・オアーの波乱万丈の半生やアメフトの世界に焦点を当てているのに対して、本作は彼の里親になったテューイ家の主婦リー・アンを主人公にしたため、少なからず脚色が加えられている。
ニューズウィーク誌でジョシュ・レビンは、サンドラ・ブロックにオスカーを取らせるために練り上げられた映画だと評し、彼女を持ち上げるための演出がなされているとコメントしている。
優秀なハイスクールのフットボールコーチが間抜けなお人好しにされている。また大学でプレーすることが可能になったのは、高校の成績を通信教育で補強したことは省かれている。
マイケル・オアーは、リー・アンと出会う前の2002年には、通っていた高校のアメフト部でオフェンスラインマンとして活躍していて、テネシー州のオールファーストチームにも選出されている。

### 裁判
2023年8月、本映画のモデルとなったマイケル・オアーが後見制度の取り消しや損害賠償の支払いなどを求めて、自身をかつて引き取ったテューイ夫妻を提訴していることが報じられた。
原告側の訴状によると、養子縁組ではなくて実際は後見制度を利用していたことやオアー自身は夫妻に騙されて財産管理の権利を放棄させられた一方、逆に夫妻は後見制度によってオアーの名前を使い、本映画のヒットなどによって、金銭的な利益を得ていたと主張している。